# Gould Lake
Gould Lake är en sjö i Kanada.   Den ligger i countyt Frontenac County och provinsen Ontario, i den sydöstra delen av landet, 120 km sydväst om huvudstaden Ottawa. Gould Lake ligger 144 meter över havet. Arean är 0,10 kvadratkilometer. Den sträcker sig 0,6 kilometer i nord-sydlig riktning, och 0,6 kilometer i öst-västlig riktning.
I omgivningarna runt Gould Lake växer i huvudsak blandskog. Runt Gould Lake är det ganska glesbefolkat, med 21 invånare per kvadratkilometer.